# Превосходство белых

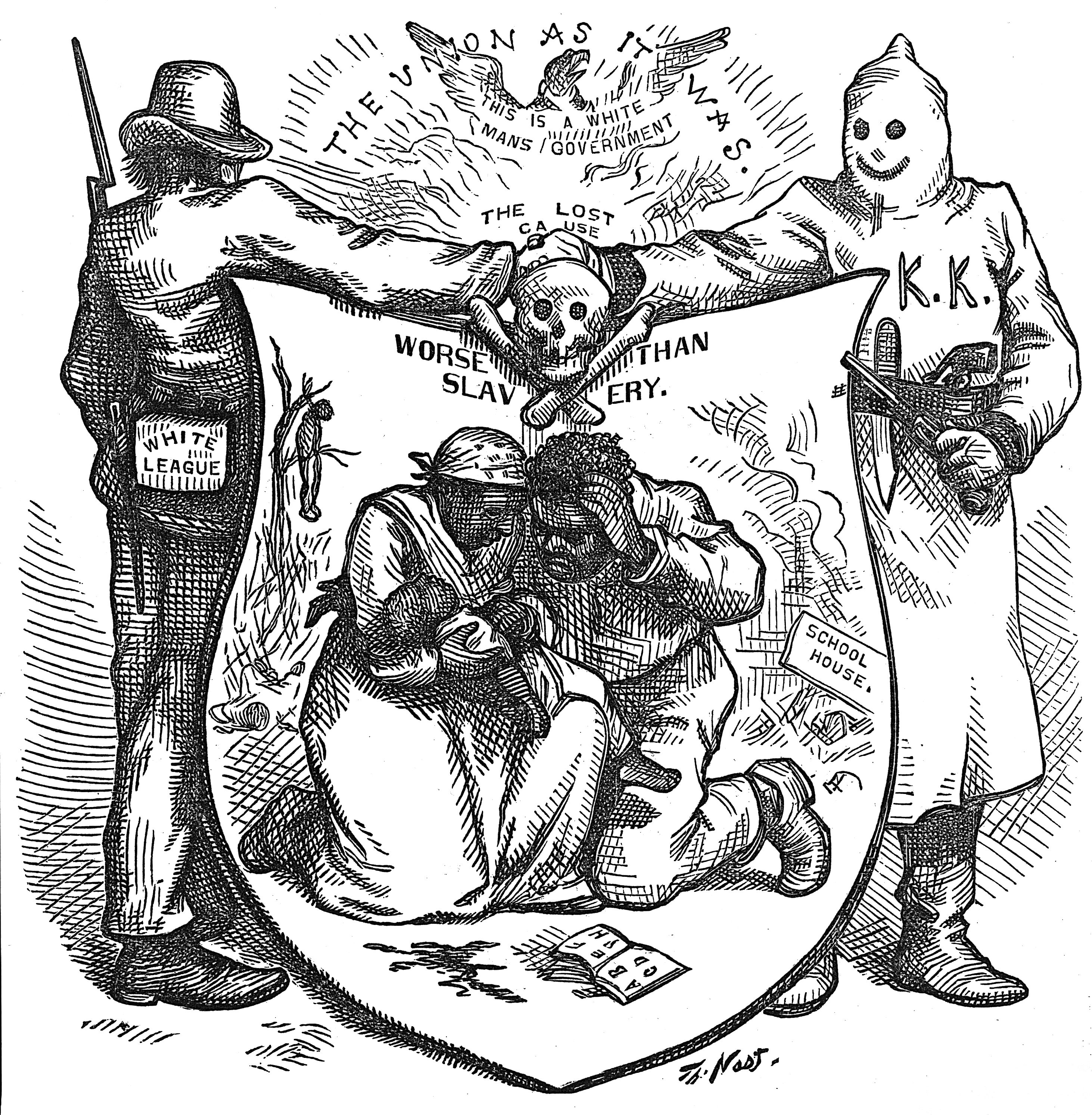
«Союз, как он был», Harper’s Weekly, 10 октября 1874 года (название отсылает к лозунгу кампании «медноголовых» около 1862 года «Союз, как он был, Конституция, как она есть»). На щите изображены чёрная семья с убитым ребёнком. По сторонам стоят члены Белой лиги и Ку-клукс-клана

Превосхо́дство бе́лых, бе́лый супремаси́зм (англ. white supremacism) — представления и идеи о естественном превосходстве «белых» людей над другими расовыми группами, расистская концепция, опирающаяся на построения расовых теоретиков, согласно которой «белые» превосходят других людей по расовым особенностям. Белый супремасизм восходит к псевдонаучной доктрине «научного расизма» и ранее составлял основу идеологии, оправдывавшей европейский колониализм и систему рабства в США (до 1865 года).
Как политическая идеология белый супремасизм поддерживает культурное, социальное, политическое, историческое и/или институциональное господство «белых» людей. В прошлом эта идеология претворялась в жизнь посредством социально-экономических и правовых институтов, таких как трансатлантическая работорговля, законы Джима Кроу в Соединённых Штатах, политика Белой Австралии с 1890-х до середины 1970-х годов и апартеид в Южной Африке.
Белый супремасизм лежит в основе ряда современных движений, таких как белый национализм, белый сепаратизм, неонацизм и движение за христианскую идентичность. В Соединённых Штатах белый супремасизм разделяется Ку-клукс-кланом (ККК), «Арийскими нациями» и движением белого американского сопротивления. Организация «Proud Boys», несмотря на собственные заявления, что они не связаны с белым супремасизмом, описываются как таковые исследователями. Такие веб-сайты, как Twitter, Reddit и Stormfront, а также президентская кампания Дональда Трампа способствовали повышению активности белого супремасизма и интереса к нему.
Различные направления белого супремасизма имеют разные представления, кто принадлежит к числу «белых» и кого считать главными «врагами» «белых». Различные группы сторонников превосходства «белой расы» называют расовых, этнических, религиозных и других «врагов» «белых», чаще всего причисляя к таковым выходцев из Африки к югу от Сахары, коренные народы Америки и Океании, азиатов, метисов, жителей Ближнего Востока, евреев, мусульман и представителей ЛГБТК+.
Многие сторонники ультраправых и других маргинальных идеологий не признают в качестве «белых» ряд этносов, обычно относящихся к европеоидной расе, и фактически также классифицируемых как «белые» (евреи, персы, большинство арабов и этнических групп Ближнего Востока и Северной Африки, испаноговорящие/латиноамериканцы с европеоидной внешностью) на основании культурных и религиозных критериев, противопоставляя им антропологические. В послевоенные годы сторонниками превосходства «белой расы» по всему миру в качестве общего обозначения «белых» людей, не являющихся евреями, начал использоваться термин «арийцы».
В академическом дискурсе, особенно в рамках критической расовой теории или интерсекциональности, термин «превосходство белых» может также относиться к социальной системе, в которой «белые» люди пользуются социальными преимуществами (привилегиями) над другими этническими группами как на коллективном, так и на индивидуальном уровне, несмотря на формальное юридическое равенство.

## Термин

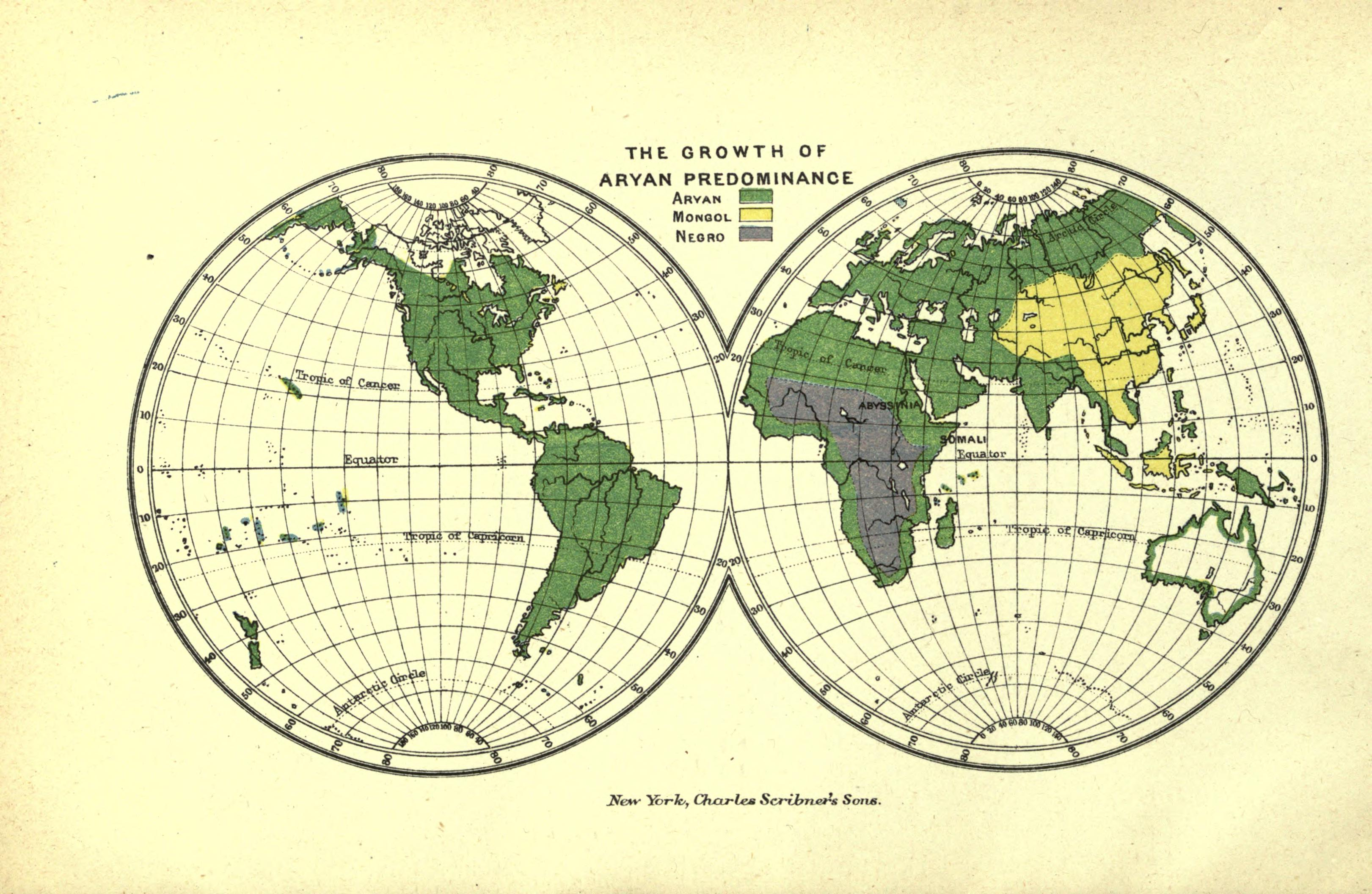
«Рост арийского доминирования», Колдекотт, Альфред, «Английская колонизация и империя», 1891

Термин «превосходство белых» используется в некоторых академических исследованиях расовой системы власти для обозначения системы структурного или социального расизма, в рамках которого отдаётся предпочтение «белым» людям, независимо от наличия или отсутствия межрасовой ненависти. Согласно этому определению, белые расовые преимущества проявляются как на коллективном, так и на индивидуальном уровне, при прочих равных условиях, то есть когда сравниваются люди, существенно не различающиеся, за исключением этно-расовой принадлежности. Правовед Фрэнсис Ли Энсли объясняет это определение следующим образом:

Под «превосходством белых» я понимаю не только сознательный расизм групп ненависти сторонников превосходства «белой расы». Я имею в виду политическую, экономическую и культурную систему, в которой «белые» в подавляющем большинстве контролируют власть и материальные ресурсы, где широко распространены сознательные и бессознательные представления о превосходстве и правах «белых», а отношения, построенные на господстве «белых» и подчинении «небелых» ежедневно воспроизводятся в рамках широкого спектра социальных институтов и общественных установок.

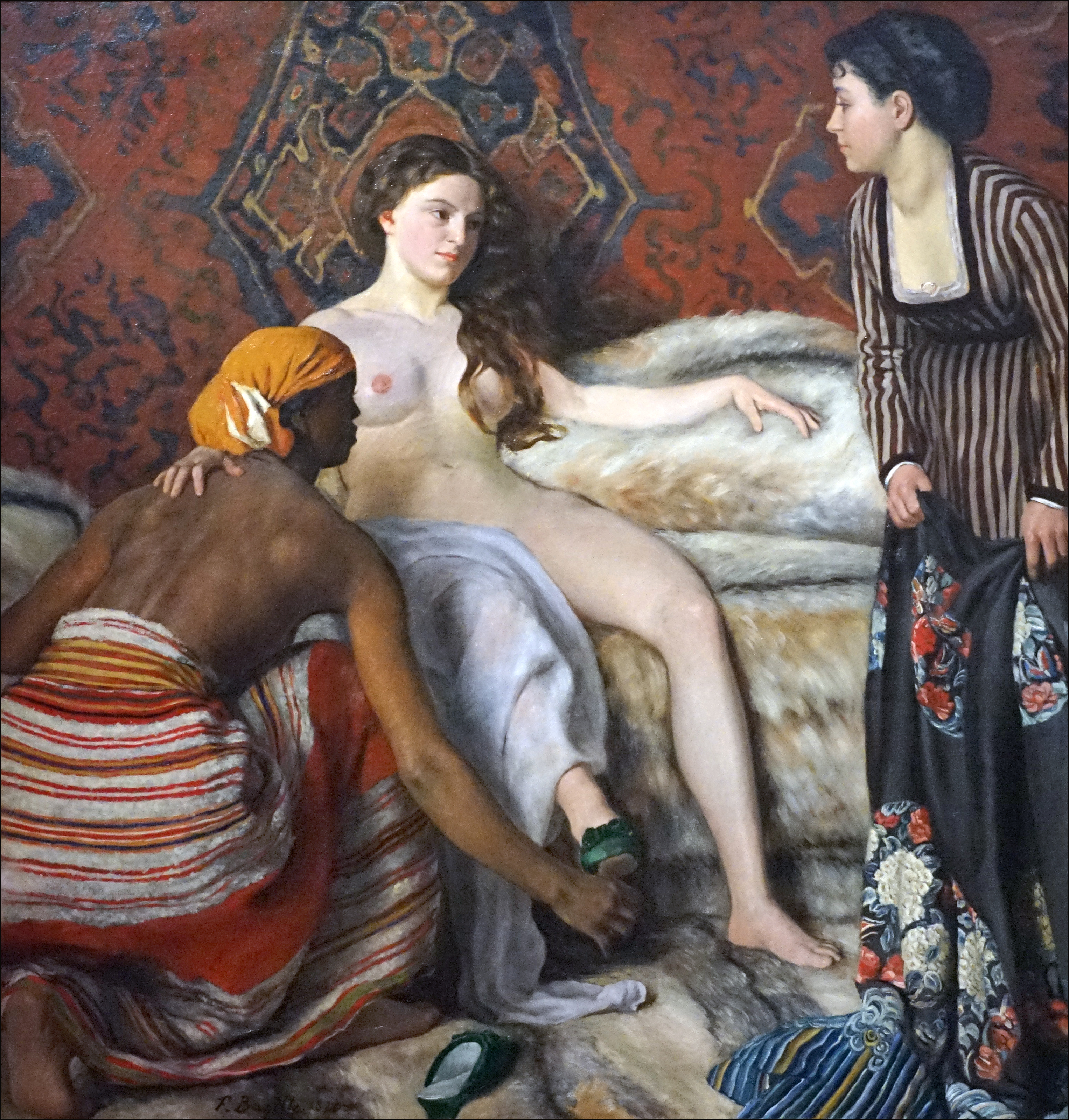
«Таулет», Фредерик Базиль, 1870

Это и подобные определения разделяются такими исследователями как Чарльз Миллс, Глория Уоткинс (белл хукс), Дэвид Гиллборн, Джесси Дэниелс и Нили Фуллер-младший, а также широко используются в критической расовой теории и интерсекциональном феминизме. Некоторые антирасистские педагоги, такие как Бетита Мартинес и участники семинара «Вызов превосходству белых», также используют термин «превосходство белых» в этом смысле. Термин выражает историческую преемственность между эпохой открытого превосходства «белых», существовавшего ранее движения за гражданские права, и нынешней расовой структурой власти в Соединённых Штатах. Он также выражает интуитивное влияние структурного расизма через «провокационный и жестокий» язык, который характеризует расизм как «бесчестный, глобальный, системный и постоянный». Исследователи могут отдавать предпочтение термину «превосходство белых» в сравнении с термином «расизм», поскольку первый позволяет провести различие между расистскими эмоциями и расовыми преимуществами или привилегиями «белых». Джон Макуортер, специалист по языку и расовым отношениям, объясняет постепенную замену термина «расизм» на термин «превосходство белых» тем, что «эффектные термины нуждаются в обновлении, особенно при их интенсивном использовании», проводя параллель с заменой терминов «шовинист» на «сексист».
Другие авторы подвергли критике рост популярности термина «превосходство белых» среди левых активистов как контрпродуктивный. Джон Маквортер рассматривает новые коннотации термина как отклонение от его общепринятого значения, направленное на охват менее экстремальных вопросов. В результате термин обесценивается, что может мешать продуктивной дискуссии. Политический обозреватель Кевин Драм объясняет растущую популярность этого термина частым его использованием журналистом Та-Нехиси Коутсом, и характеризует его как «ужасную причуду», которая не передаёт необходимых нюансов. Драм считает, что этот термин должен применяться только в отношении сторонников идеи природного превосходства «белых» над «чёрными», и не должен использоваться для характеристики менее откровенно расистских убеждений или действий. Академическое использование этого термина для обозначения системного расизма подверглось критике журналистом Конора Фридерсдорфа за путаницу, которую оно создаёт для широкой публики, поскольку оно отличается от более общего словарного определения; он утверждает, что это расширенное значение может оттолкнуть тех, кого предполагается убедить.